# Fegyveres konfliktus

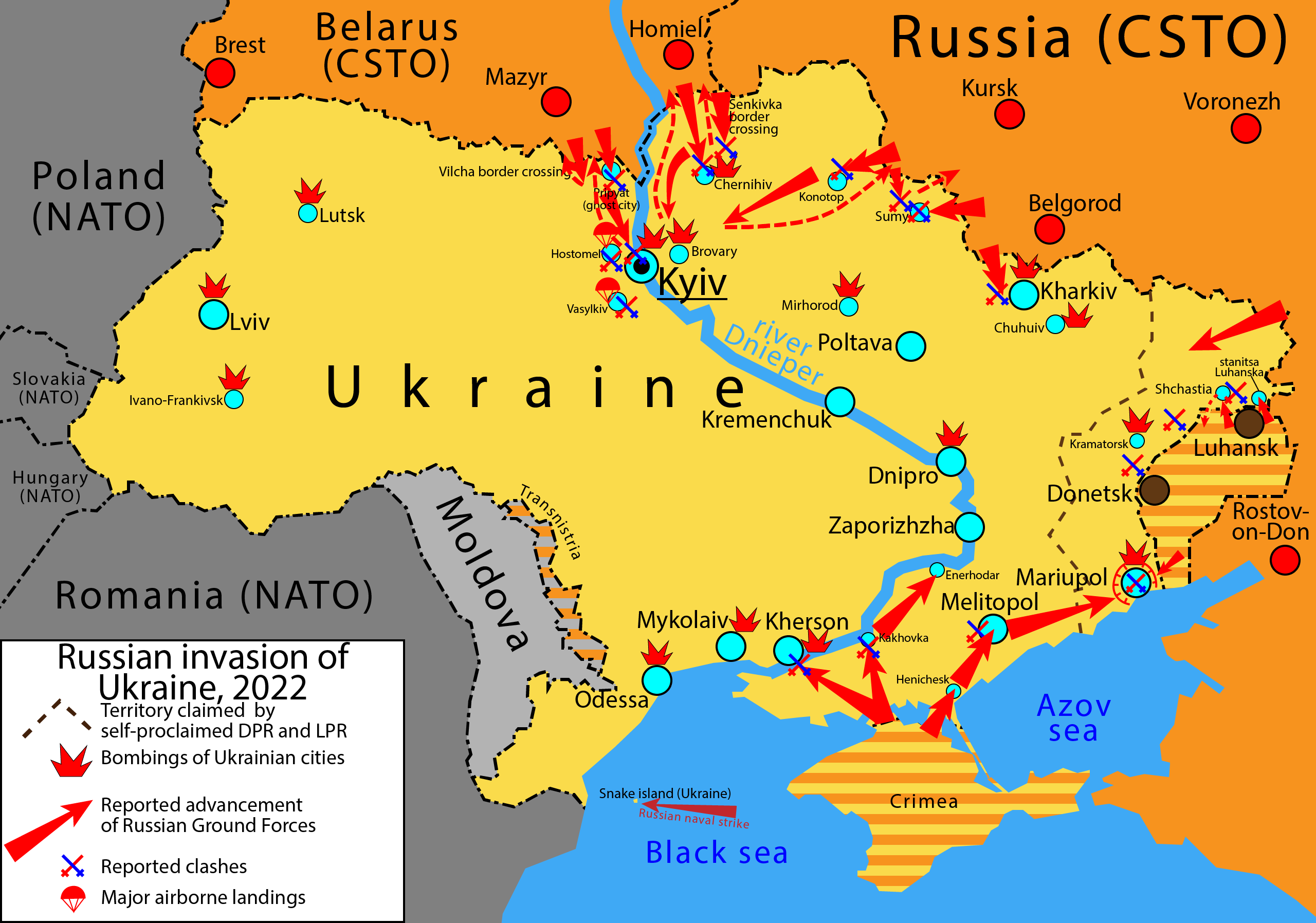
A 2022-es orosz–ukrán fegyveres konfliktus térképe

A fegyveres konfliktus (vagy fegyveres összecsapás) a nemzetközi jog által használt gyűjtőfogalom.   Esetenként a háborúnak nem valamennyi ismertető jegye illik a konfliktusra.

## Fajtái
- Esetenként csak szórványos, inkább véletlenszerű és stratégia nélküli összeütközésekről van szó,
- vagy olyan esetekről, melyekben nincs állami erőszakszervezet a küzdőfelek között,
- vagy melyekben a felek egyike nem rendelkezik központilag irányított szervezettel.